# Mehmed Kadri Paixà
Mehmed Kadri Paşa o Cenanizade Mehmed Kadri Paşa (Antep, 1832 - Edirne, 11 de febrer de 1884) fou Gran Visir de l'Imperi Otomà durant tres mesos i tres dies, entre el 9 de juny i el 12 de setembre de 1880. També va ser şehremini (alcalde otomà) d'Istanbul breument en dues ocasions entre 1874 i 1876. La seva "yalı" (casona de fusta) en el riu Bòsfor, a Istanbul, va quedar greument danyada quan va ser envestida per un vaixell mercant grec.